# Open Archival Information System
L'Open Archival Information System (OAIS) è un modello concettuale per la gestione, l'archiviazione e la conservazione a lungo termine dei documenti digitali. Sviluppato dal Consultative Committee for Space Data Systems e pubblicato per la prima volta nel 2002, l'OAIS è stato inizialmente registrato nel 2003 come standard ISO 14721:2003 e successivamente aggiornato nel 2012 con la versione ISO 14721:2012.
Il modello OAIS costituisce un riferimento che delinea le funzioni, le responsabilità e l'organizzazione di un sistema che vorrebbe preservare le informazioni (in particolare i dati digitali) nel lungo periodo, per garantirne l'accesso a una comunità di utenti identificati. Per "lungo periodo" s'intende un arco temporale sufficientemente lungo da essere soggetto all'impatto degli sviluppi tecnologici futuri.
L'infrastruttura del progetto di ricerca CASPAR, cofinanziato dall'Unione europea, si basa sullo standard OAIS.

## Descrizione
Lo standard OAIS è costituito essenzialmente da un glossario e da una definizione dei concetti principali, delle responsabilità legate alla costituzione di un archivio OAIS, di due modelli dettagliati (modello funzionale e modello informativo) e delle prospettive di sostenibilità e interoperabilità tra archivi OAIS.
Il modello OAIS propone una vista d'insieme logica e coerente del problema dell'archiviazione digitale. Esso non fornisce alcuna specifica tecnica, ma piuttosto offre un vocabolario e un quadro teorico per considerare diversi casi di questa archiviazione. La terminologia in esso proposta mira a mantenere il modello a un livello generale di astrazione, indipendente da ogni particolare applicazione e da ogni specifico ambiente professionale. Lo standard può quindi essere utilizzato da istituzioni di diverso genere: grandi biblioteche nazionali, istituzioni scientifiche o archivistiche o persino industrie che devono conservare grandi quantità di informazioni digitali a lungo termine. Questa terminologia neutra ha come scopo quello di facilitare gli scambi tra i diversi attori coinvolti nel processo di archiviazione elettronica, tra cui l'archivio, qui inteso come sistema informativo per l’archiviazione. Quest'ultimo è definito come un'organizzazione responsabile della conservazione delle informazioni per consentire a una comunità di riferimento (designated community) di accedervi e utilizzarle. Le principali responsabilità relative all'archivio sono le seguenti:
- Negoziare protocolli di versamento con i produttori di informazioni e prendere in carico i documenti da riversare;
- Sviluppare una padronanza accettabile delle informazioni fornite al fine di garantirne la conservazione;
- Definire adeguatamente la comunità degli utenti e assicurarsi che le informazioni memorizzate siano comprensibili per tale comunità;
- Mettere in atto una strategia e delle procedure documentate volte a garantire la conservazione delle informazioni contro eventi imprevisti;
- Assicurarsi che le informazioni memorizzate siano disponibili per la comunità degli utenti.

Queste responsabilità includono quelle degli archivi cartacei tradizionali, ma le integrano, dati i maggiori rischi di perdere l'intelligibilità delle informazioni quando sono in formato digitale.

### Ambiente

Schematizzazione dell'ambiente di un sistema OAIS

L'ambiente di un sistema OAIS è costituito dallo scambio di informazioni tra 3 soggetti: produttori, utenti e responsabilli.
- I produttori sono le persone (o più concretamente le organizzazioni) che forniscono all'archivio le informazioni da conservare secondo un accordo di versamento, che definisce le condizioni di archiviazione, il modello di dati da utilizzare, e così via. Il produttore può, in particolare, essere un ricercatore in un laboratorio che produce dati scientifici, un privato, ecc.

- Gli utenti, invece, sono le organizzazioni e gli individui che hanno accesso agli oggetti archiviati. Si tratta della popolazione che beneficia principalmente del servizio di archiviazione. Si tratta di una comunità di utenti a cui deve essere garantito l'accesso a lungo termine alle informazioni. Infatti, i servizi da fornire saranno diversi a seconda che la comunità sia numerosa o meno, esperta o generalista, ecc.

- I responsabili rappresentano i decisori che determinano il mandato, le priorità e gli orientamenti dell'archivio, in linea con la politica generale dell'organizzazione. Spetta ai responsabili governare il sistema politicamente, finanziariamente e nel lungo termine.

### Modello funzionale

Schematizzazione del modello funzionale di OAIS

Il modello OAIS definisce il funzionamento dell'archivio, ovvero le 6 entità funzionali e il modo in cui esse interagiscono tra loro. Queste entità sono essenziali per garantire la conservazione delle informazioni dal momento in cui vengono prese in carico prima di essere versate nell'archivio fino alla loro trasmissione alla comunità degli utenti. Tali entità sono:
- L'entità "acquisizione" (ingest): riceve i pacchetti di informazioni da trasferire e li trasmette per l'archiviazione. Regola il meccanismo di archiviazione dei pacchetti di informazioni, i controlli di accesso associati e le interazioni tra il produttore e l'archivio che si instaurano durante il processo di caricamento. Verifica, inoltre, la conformità dei pacchetti informativi ricevuti rispetto ai requisiti precedentemente definiti nell'accordo di versamento.
- L'entità "archiviazione" (archival storage): memorizza e consente il ripristino dei pacchetti di informazioni archiviati. Assume la gestione delle operazioni di controllo dei supporti in cui sono immagazzinati i pacchetti, che prevede il monitoraggio del loro invecchiamento, la loro sostituzione periodica, la gestione dello spazio disponibile, le procedure di ripristino, ecc. Si occupa anche delle migrazioni dei dati quando necessario.
- L'entità "gestione dei dati" (data management): esegue gli aggiornamenti (aggiunte, modifiche, cancellazioni) e l'amministrazione della base di dati che contiene le informazioni descrittive, ovverosia i metadati che identificano i pacchetti memorizzati dell'archivio. Questa entità riceve anche le interrogazioni da parte degli utenti tramite l'entità "accesso" e restituisce le risposte.
- L'entità "amministrazione" (administration): gestisce il sistema e mantiene un rapporto con gli attori esterni dell'archivio.
- L'entità "pianificazione della conservazione" (preservation  planning): assicura un presidio tecnologico e propone evoluzioni e strategie per prevenire l'obsolescenza dei dati.
- L'entità "accesso" (access): comunica i pacchetti informativi da diffondere agli utenti. In particolare, costituisce l'interfaccia tra gli utenti e il sistema. Oltre alle funzioni di controllo degli accessi, si occupa soprattutto di consentire agli utenti di effettuare ricerche tra gli oggetti archiviati e di fornire loro gli oggetti che hanno richiesto.

### Modello informativo

Schematizzazione del pacchetto informativo di OAIS

Il modello informativo definisce il contenuto dei pacchetti informativi, cioè la composizione degli oggetti destinati a essere preservati, nonché tutte le informazioni necessarie a garantire tale conservazione. 
Un pacchetto informativo contiene le informazioni da archiviare, conservare o comunicare agli utenti. Il pacchetto informativo contiene sempre l'oggetto che si vuole conservare e i metadati necessari per la sua conservazione. Questi metadati includono, in particolare, le informazioni che consentono una rappresentazione informatica completa e minimale dell'oggetto (struttura, tipo di dati, ecc.), nonché le informazioni utilizzate per la conservazione di tale rappresentazione. In pratica, i metadati identificano l'oggetto, descrivono il suo ciclo di vita nell'archivio OAIS e ne garantiscono l'integrità.
Esistono tre tipi di pacchetto informativo, stabiliti in diverse fasi dell'archivio e non necessariamente identici:
- Il pacchetto di versamento (SIP, Submission Information Package): generato dal produttore secondo il modello concordato con il responsabile dell'archivio OAIS.
- Il pacchetto di archiviazione (AIP, Archival Information Package): generato dal responsabile dell'archivio OAIS in fase di archiviazione a partire dal pacchetto SIP, al fine di trasformarlo in una forma più facile da conservare nel tempo. Esso è composto dal contenuto archiviato e dai relativi metadati.
- Il pacchetto di distribuzione (DIP, Dissemination Information Package): è il pacchetto informativo da divulgare agli utenti a seconda dei loro diritti di accesso e dei diritti di trasmissione delle informazioni.

Questa idea di pacchetto permette di dare una realtà concettuale a ciò che l'archivio dovrebbe realmente conservare. Gli schemi di struttura dei metadati utilizzati per descrivere gli archivi sono fondamentalmente una combinazione di METS (organizzazione dell'archivio) e PREMIS (contenuto degli oggetti nell'archivio).